# Formica aemula
Formica aemula é uma espécie de formiga do gênero Formica, pertencente à subfamília Formicinae.